# Сельское поселение «Село Павлиново»
Се́льское поселе́ние «Село Павлиново» — муниципальное образование в Спас-Деменском районе Калужской области Российской Федерации.
Административный центр — село Павлиново.

## История
Статус и границы сельского поселения установлены Законом Калужской области от 4 октября 2004 года № 354-ОЗ «Об установлении границ муниципальных образований, расположенных на территории административно-территориальных единиц "Барятинский район", "Куйбышевский район", "Людиновский район", "Мещовский район", "Спас-Деменский район", "Ульяновский район" и наделении их статусом городского поселения, сельского поселения, муниципального района».

## Население
| 2007 | 2010 | 2012 | 2013 | 2014 | 2015 | 2016 |
| ---- | ---- | ---- | ---- | ---- | ---- | ---- |
| 518  | ↘403 | ↘390 | ↘372 | ↘368 | ↘352 | ↗359 |
| 2017 | 2018 | 2019 | 2020 | 2021 |      |      |
| ↗360 | ↘357 | ↘331 | ↘317 | ↘289 |      |      |

## Состав сельского поселения
| №  | Населённый пункт | Тип населённого пункта       | Население |
| -- | ---------------- | ---------------------------- | --------- |
| 1  | Бель             | деревня                      | ↘2        |
| 2  | Березово         | деревня                      | ↘5        |
| 3  | Гнездилово       | деревня                      | ↘4        |
| 4  | Гнездилово       | село                         | ↘4        |
| 5  | Горбачи          | деревня                      | →0        |
| 6  | Горки            | деревня                      | →0        |
| 7  | Добрица          | деревня                      | ↗13       |
| 8  | Екатериновка     | деревня                      | →0        |
| 9  | Елисеево         | деревня                      | →0        |
| 10 | Жданово          | деревня                      | ↘82       |
| 11 | Жданово          | село                         | →0        |
| 12 | Клюшки           | деревня                      | ↘15       |
| 13 | Логвино          | деревня                      | ↘7        |
| 14 | Максимово        | деревня                      | ↘0        |
| 15 | Митино           | деревня                      | ↘2        |
| 16 | Ново-Успенск     | деревня                      | ↗17       |
| 17 | Овсище           | деревня                      | ↘8        |
| 18 | Оселье           | деревня                      | ↘6        |
| 19 | Павлиново        | деревня                      | ↘71       |
| 20 | Павлиново        | село, административный центр | ↘157      |
| 21 | Пашки            | деревня                      | →0        |
| 22 | Прилуки          | деревня                      | →0        |
| 23 | Пятницкое        | село                         | ↘6        |
| 24 | Радки            | деревня                      | →0        |
| 25 | Успех            | деревня                      | →2        |
| 26 | Харламово        | деревня                      | ↘2        |
| 27 | Холмовая         | деревня                      | ↘0        |